# Canton d'Antony
Pour les articles homonymes, voir Antony (homonymie).
Le canton d'Antony est une circonscription électorale française située dans le département des Hauts-de-Seine et la région Île-de-France. Créé en 1967, il voit son territoire modifié à la suite du redécoupage cantonal de 2014. Composé avant 2015 de la fraction communale sud de la commune d'Antony, son territoire correspond après 2015 à celui de la commune d'Antony dans son intégralité.

## Histoire
Le canton d'Antony est formellement créé en 1967, mais son territoire a appartenu antérieurement à plusieurs divisions administratives depuis la création du département de la Seine en 1790.
Le département comprend alors, lors de sa création en 1790, 3 districts et 17 cantons. La commune d'Antony fait partie du district de Bourg-la-Reine qui devient lui-même district de Bourg de l'Égalité en 1792 et qui comprend 8 cantons dont le canton de Bourg-l'Égalité. Chaque canton comprend des villes, bourgs, villages et paroisses. Le terme de commune leur est substitué par décret de la Convention nationale du 10 brumaire an II (31 octobre 1793). La Constitution du 5 fructidor an III, appliquée à partir de vendémiaire an IV (1795) supprime les districts, mais maintient les cantons qui acquièrent dès lors plus d'importance. Une nouvelle organisation du territoire est définie avec la loi du 28 pluviôse an VIII (17 février 1800) qui divise « le territoire européen de la république en départemens et en arrondissemens communaux » (art.1). Le nombre de cantons est très fortement réduit au niveau national. Du décret du 25 fructidor an 9 (12 septembre 1801), pris en application de cette loi, le nombre de cantons passe par contre de 17 à 20. La commune d'Antony fait alors partie du canton de Sceaux qui lui-même appartient à l'arrondissement de Sceaux.
Hormis une réforme territoriale en 1893 qui n'affecte pas le territoire de la commune d'Antony, l'organisation administrative reste inchangée jusqu'en 1967. Avec la loi du 10 juillet 1964, le fonctionnement administratif de la région parisienne est en effet réformé et voit la création de nouveaux départements. Les Hauts-de-Seine sont créés par décret le 20 juillet 1967 et comportent alors 40 cantons dont le canton d'Antony, nouvellement créé.
La canton d'Antony est créé par division du canton de Sceaux et est composé d'une partie de la commune d'Antony délimitée au Nord par l'axe de la route de Versailles (jusqu'à la rue des Marguerites), l'axe de la rue des Marguerites, l'axe de l'avenue de la Croix-de-Berny (jusqu'à la rue Augusta), l'axe de la rue Augusta, la ligne de chemin de fer (jusqu'à la rue Auguste-Mounié), l'axe des rues Auguste-Mounié et de Fresnes. Le chef-lieu de canton est fixé à Antony.
Le premier conseiller général à être élu dans ce canton est Georges Suant, maire d'Antony. La session d'installation de la nouvelle assemblée départementale se tient le 4 octobre 1967.
Le territoire du canton reste inchangé jusqu'en 2015 où il est modifié à la suite du nouveau découpage territorial des Hauts-de-Seine entrée en vigueur à l'occasion des élections départementales de mars 2015, défini par le décret du 13 février 2014, en application des lois du 17 mai 2013 (loi organique 2013-402 et loi 2013-403). Les conseillers départementaux sont, à compter de ces élections, élus au scrutin majoritaire binominal mixte. Les électeurs de chaque canton élisent au Conseil départemental, nouvelle appellation du Conseil général, deux membres de sexe différent, qui se présentent en binôme de candidats. Les conseillers départementaux sont élus pour 6 ans au scrutin binominal majoritaire à deux tours, l'accès au second tour nécessitant 12,5 % des inscrits au 1er tour. En outre la totalité des conseillers départementaux est renouvelée. Ce nouveau mode de scrutin nécessite un redécoupage des cantons dont le nombre est divisé par deux avec arrondi à l'unité impaire supérieure si ce nombre n'est pas entier impair, assorti de conditions de seuils minimaux. Dans les Hauts-de-Seine, le nombre de cantons passe ainsi de 45 à 23.
Le nouveau canton d'Antony est alors composé de la commune entière d'Antony, résultant ainsi de la réunification des deux fractions communales qui composaient antérieurement la commune d'Antony : la partie sud (canton d'Antony avant 2015) et la partie nord (fraction du canton de Bourg-la-Reine). Avec cette réforme le canton perd sa fonction de circonscription administrative des services déconcentrés de l'État et n'a plus qu'une fonction de circonscription électorale. De ce fait la commune d'Antony perd également son statut de chef-lieu de canton.

## Représentation

### Représentation avant 2015
| Période | Période | Identité                  | Étiquette             | Qualité |
| ------- | ------- | ------------------------- | --------------------- | --- |
| 1967    | 1976    | Georges Suant (1913-1993) | PSU puis SE           | Professeur de Lettres Maire d'Antony (1955-1977)                                                           |
| 1976    | 1988    | André Aubry               | PCF                   | Ajusteur Maire d'Antony (1977-1983) Sénateur (1968-1977)                                                   |
| 1988    | 2015    | Jean-Paul Dova            | RPR puis RPF puis UMP | Chef d'entreprise dans le bâtiment Adjoint au maire d'Antony depuis 1983 Vice-président du conseil général |

### Représentation depuis 2015
| Période élective | Période élective | Mandat | Mandat   | Identité                                 | Nuance | Nuance | Qualité |
| ---------------- | ---------------- | ------ | -------- | ---------------------------------------- | ------ | ------ | --- |
| 2015             | 2021             | 2015   | 2021     | Véronique Bergerol                       |        | LR     | Médecin généraliste Adjointe au maire d'Antony (depuis 2001) |
| 2015             | 2021             | 2015   | 2020     | Patrick Devedjian (Décédé le 29/03/2020) |        | LR     | Avocat Député (1986-2002, 2005-2009, 2010-2017) Ancien conseiller général du canton de Bourg-la-Reine (2004-2015) Ancien président du conseil général (2007-2015) Président du Conseil départemental (2015-2020) |
| 2015             | 2021             | 2020   | 2021     | Jacques Legrand (Remplaçant)             |        | LR     | Adjoint au maire d'Antony |
| 2021             | 2028             | 2021   | en cours | Véronique Bergerol                       |        | LR     | Médecin généraliste Adjointe au maire d'Antony (depuis 2001) Conseillère départementale déléguée aux personnes handicapées                                                                                       |
| 2021             | 2028             | 2021   | en cours | Jean-Yves Sénant                         |        | LR     | Maire d'Antony (depuis 2003) Rapporteur général du Budget et président de la commission des Finances[Où ?](depuis 2021)                                                                                          |

### Résultats détaillés

#### Élections de mars 2015
Lors des élections départementales de 2015, le binôme composé de Véronique Bergerol et Patrick Devedjian (UMP) est élu au premier tour avec 51,3 % des suffrages exprimés, devant le binôme composé de Camille Le Bris et Pierre Rufat (Union de la Gauche) (19,18 %). Le taux de participation est de 52,03 % (21 308 votants sur 40 953 inscrits) contre 46,11 % au niveau départemental et 50,17 % au niveau national.
Jacques Legrand succède à Patrick Devedjian à sa mort en 2020.

#### Élections de juin 2021
Le premier tour des élections départementales de 2021 est marqué par un très faible taux de participation (33,26 % au niveau national). Dans le canton d'Antony, ce taux de participation est de 38,55 % (15 999 votants sur 41 500 inscrits) contre 35,09 % au niveau départemental. À l'issue de ce premier tour, deux binômes sont en ballottage : Véronique Bergerol et Jean-Yves Senant (LR, 40,03 %) et Julien Doyen et Béatrice Fromentin-Denozière (Union à gauche avec des écologistes, 17,5 %).
Le second tour des élections est marqué une nouvelle fois par une abstention massive équivalente au premier tour. Les taux de participation sont de 34,36 % au niveau national, 37,05 % dans le département et 41,18 % dans le canton d'Antony. Véronique Bergerol et Jean-Yves Senant (LR) sont élus avec 60,63 % des suffrages exprimés (9 706 voix pour 17 087 votants et 41 496 inscrits),,.

## Composition

### Composition avant 2015
Avant 2015, le canton d'Antony se composait d'une fraction de la commune d'Antony délimitée au nord par l'axe de la route de Versailles (jusqu'à la rue des Marguerites), l'axe de la rue des Marguerites, l'axe de l'avenue de la Croix-de-Berny (jusqu'à la rue Augusta), l'axe de la rue Augusta, la ligne de chemin de fer (jusqu'à la rue Auguste-Mounié), l'axe des rues Auguste-Mounié et de Fresnes.

### Composition depuis 2015
Le canton comprend désormais une commune entière.
| Nom                            | Code Insee | Intercommunalité         | Superficie (km2) | Population (dernière pop. légale) | Densité (hab./km2) | Modifier                                    |
| ------------------------------ | ---------- | ------------------------ | ---------------- | --------------------------------- | ------------------ | ------------------------------------------- |
| Antony (bureau centralisateur) | 92002      | Métropole du Grand Paris | 9,56             | 64 026 (2022)                     | 6 697              | modifier les données · modifier les données |
| Canton d'Antony                | 9201       |                          |                  | 64 026 (2022)                     |                    | modifier les données                        |

## Démographie

### Démographie avant 2015
| 1968 | 1975 | 1982 | 1990   | 1999   | 2006   | 2011   | 2012   |
| ---- | ---- | ---- | ------ | ------ | ------ | ------ | ------ |
| -    | -    | -    | 43 664 | 43 219 | 44 805 | 46 656 | 46 438 |

### Démographie depuis 2015
En 2022, le canton comptait 64 026 habitants, en évolution de +2,92 % par rapport à 2016 (Hauts-de-Seine : +2,75 %, France hors Mayotte : +2,11 %).
| 2013   | 2018   | 2022   |
| ------ | ------ | ------ |
| 61 727 | 62 858 | 64 026 |